# Maurice Maeterlinck
Maurice Polydore Marie Bernard Maeterlinck  (n. 29 august 1862, Gand - d. 6 mai 1949) a fost un poet, eseist și dramaturg belgian de limbă franceză.
Este considerat cel mai important dramaturg al simbolismului. 
În anul 1911 a primit Premiului Nobel pentru Literatură.

## Motivația Juriului Nobel
"drept apreciere pentru multilateralele sale activității literare și îndeosebi pentru operele de dramaturgie, care se disting prin bogăția imaginației și fantezia poetică și dezvăluie, uneori deghizate în basm, o profundă inspirație - adresându-se în același timp, într-un mod misterios, sentimentelor cititorilor și stimulându-le închipuirea".

## Date biografice
Maeterlinck s-a născut la Gand, într-o familie de nobili belgieni. Urmează cursurile colegiului Sainte-Barbe (unde îi are drept prieteni pe Charles Van Leberghe și pe Grégoire Le Roy), apoi pe cele ale Facultății de drept, fiind o vreme înscris în barou. Din anul 1886 locuiește la Paris, publicând în revista "La Pléiade". Vara, la Gand, se consacră horticulturii și apiculturii. Scrie  poeme, piese de teatru, eseuri, cărți despre științele naturii. În primul război mondial, e gata să se angajeze în armata belgiană (la 52 de ani) dar e sfătuit să-și slujească țara prin condei; drept care, scrie pamflete, ține conferințe. În anul 1919 se căsătorește cu tânăra Renée Dahon. Al doilea război mondial îl surprinde în Portugalia, Saratosa, Florida, unde scrie în continuare articole, scenarii, redactează amintiri. Penultima carte îi apare la New York, unde sărbătorește a 80-a aniversare împreună cu André Maurois, Jules Romains, Robert Goffin.Înțelepciunea sa doritoare de armonie îl face să propună în cărțile de eseuri mai ales "bucurii simple" ca termen de legătură între existența imediată și fericirea finală. În poezie, simbolist cu tehnici mai degrabă suprarealiste; în teatru, comparat cu elisabetanii, Ibsen etc., a lăsat tehnici care, spun specialiștii, pot fi regăsite la Prévert, Ingmar Bergman, Ionesco, Beckett. 
Moare în anul 1949.

## Opera
Opera sa poetică este caracterizată printr-o teatralitate rafinată, creatoare de atmosferă evanescentă, alcătuită din sugestii și tăceri, peisaje amorfe, exprimând, cu un anumit manierism stilistic, neliniștea în fața misterului și a morții ori căutarea fericirii.
- Serres chaudes ("Sere calde"), poeme simboliste - (1886)
- La Princesse Maleine - (1889, "Prințesa Maleine")
- L'intruse - (1890, "Intrusa")
- Les aveugles - (1890, "Orbii")
- Pelléas et Mélisande - piesă de teatru după care Claude Debussy a scris în 1902 opera cu același nume - (1893, "Pelléas și Méliande")
- Alladine et Palomides, Intérieur,  La Mort de Tintagiles (Aladin și Palomide, Interior, Moartea lui Tintagiles) - (1894) "trei drame pentru marionete"
- Le Trésor des Humbles ("Comoara celor umili"), eseuri - (1896)
- Douze chansons - (1896, "Douăsprezece cântece")
- Agavaine et Sélysette - (1896, "Aglavaine și Sélysette")
- La Sagesse et la Destinée ("Înțelepciunea și destinul") - (1898)
- La vie des abeilles - (1901, "Viața albinelor")
- Monna Vanna - (1902)
- L'Intelligence des fleurs - (1907, "Inteligența florilor")
- Ariane et Barbe-Bleue (Ariane și Barbă-Albastră), pentru care muzica a scris-o Paul Dukas - (1907)
- L'Oiseau bleu ("Pasărea albastră"), teatru - (1909)
- Marie Magdeleine (Maria Magdalena), teatru - (1913)
- Le Miracle de Saint-Antoine (Minunea Sfântului Anton), teatru - (1919)
- Le grand Secret (Marea taină), eseuri - (1921)
- Le Malheur passe (Nefericirea trece), eseuri - (1925)
- La Puissance des Morts (Puterea Morților), eseuri - (1925)
- La grande Féerie (Marea feerie), eseu - (1929)
- La Princesse Isabelle ( Prințesa Isabelle), teatru - (1935)
- L'autre Monde ou le Cadran stellaire (Lumea cealaltă sau cadranul stelar) - (1942)
- Bulles bleues (Globi albaștri de aer) - (1948)